# متل بنزوات
متل بنزوات (به انگلیسی: Methyl benzoate) یک ترکیب شیمیایی با شناسه پاب‌کم ۷۱۵۰ است. 